# 176
176 је била преступна година.

## Догађаји
- Конзули Тит Помпоније Прокул Витразије Полион и Марко Флавије
- Пропутовавши источне провинције и зауставивши се у Атини, Марко Аурелије се вратио у Рим. Аурелија је на путовању пратио син Комод. Комод је проглашен за цара.

### Новембар
- 27. новембар - Комод је постао ко-цар са својим оцем Марком Аурелијем.

### Децембар
- 23. децембар – император Марко Аурелије и његов син Комод су се вратили у Рим након похода северно од Алпа, и приређен им је тријумф због победа над германским племенима.[1]

## Смрти
- Фаустина Млађа